# Катастрофа Ту-104 в Вурнарском районе
Катастрофа Ту-104 в Вурнарском районе — крупная авиационная катастрофа, произошедшая 17 октября 1958 года близ Канаша в Вурнарском районе Чувашии. Авиалайнер Ту-104А авиакомпании «Аэрофлот» выполнял чартерный пассажирский рейс по маршруту Пекин — Иркутск — Омск — Москва, но при пролёте над Чувашией самолёт резко задрал нос и свалился в штопор, а через 3 минуты нахождения в таком состоянии рухнул на землю в 27 км от Канаша в Вурнарском районе Чувашии и полностью разрушился. Погибли все 80 человек на борту — 71 пассажир и 9 членов экипажа. Среди погибших — китайская делегация, состоящая из 16 человек 
На момент событий это была крупнейшая авиационная катастрофа в СССР (на 2024 год — 30-я), также это крупнейшая авиационная катастрофа в Чувашии[2].

## Самолёт
Ту-104А с бортовым номером СССР-42362 (заводской номер — 86601002, серийный 10-02) был произведён Омским авиационным заводом «Полёт» 1 августа 1958 года и был передан Внуковскому ОАО и получил пассажировместимость 70 человек. На день катастрофы 2-месячный лайнер налетал всего 228 часов .

## Экипаж и пассажиры
Ту-104 управлял экипаж, состоящий из:
КВС-инструктор — Гарольд Дмитриевич Кузнецов
Командир воздушного судна — Антон Филимонович Артёмов
Второй пилот — Игорь Александрович Рогозин
Бортмеханик — Иван Владимирович Веселов
Штурман — Евгений Андреевич Мумриенко
Бортрадист — Александр Сергеевич Фёдоров
В салоне самолёта работали 3 стюардессы
Майя Филипповна Смоленская
Татьяна Борисовна Горюшина
Алла Маклакова
Пассажиры:
- Китайская делегация: Чжэн Чжэнь-до, Цай Шуфань, Ма Шиан, Абу-Даби (заместитель Генерального секретаря Китайской исламской ассоциации), Тан Йимо, Лю Чжунпин, Линь Ли, Цзян Янь, Ян Чжаоцзюнь, Чэнь Чунхуа, Сяо Ву, Лю Чонгфу, Ли Фукуи, Нин Кайи, Сунь Инси, Чэнь Юй (сотрудники Министерства иностранных дел).
- Другие: 17 советских, 8 чехословацких, 5 восточно-немецких, 5 французских, 5 венгерских, 3 румынских, 3 суданских, 3 марокканских, 2 британских, 1 польский, 1 иракский, 1 камбоджийский, 1 лаосский.

## Катастрофа
Самолёт следовал по маршруту Пекин — Москва. Во время промежуточных посадок в Иркутске и Омске на борт были посажены ещё несколько пассажиров. В 21:25 экипаж доложил о пролёте Канаша на эшелоне 11 000 м, верхняя граница облачности не превышала 2000 м. Из-за тумана в Москве самолёту в посадке было отказано. В Горьком погода также не позволяла совершить посадку. От районной диспетчерской службы (РДС) Казани поступило указание разворачиваться и на эшелоне 10 000 м следовать в Свердловск. В 21:27 экипаж вновь связался с РДС Казани и доложил, что возвращается и занимает эшелон 10 000 м. После этого с борта стали поступать сообщения: «Спасайте, бросило машину, бросило машину, погибаем…», затем связь с самолётом пропала и на дальнейшие вызовы экипаж не отвечал.
Самолёт врезался в землю под углом 80° и левым креном рядом с железнодорожным полотном близ станции Апнерка Вурнарского района Чувашской АССР. Все 80 человек на борту авиалайнера погибли. Взрыв упавшего самолёта увидел экипаж Ил-14 (бортовой номер Л-1504), случайно оказавшийся свидетелем трагедии, и в 21:30 его командиром было передано в РДС Казани сообщение о горящем самолёте на земле к западу от Канаша. Последующим осмотром было установлено, что самолёт с углом падения около 80° сначала ударился о землю передней кромкой левого крыла и носовой частью фюзеляжа, а затем взорвался и полностью разрушился. В результате взрыва возник пожар. Катастрофа произошла в берёзовой роще в нескольких десятках метров от железнодорожной линии.
Это и другие похожие происшествия заставили искать выход из создавшейся ситуации. В декабре 1958 года вышло постановление ЦК КПСС и Совмина СССР «О катастрофах самолётов Ту-104 и мерах повышения безопасности полётов на этих самолётах».

## Расследование
К тому времени произошло уже несколько происшествий с попаданием самолётов Ту-104 на высотах порядка 10 000 м в мощный восходящий поток воздуха. Исход происшествий был разный — катастрофой закончилось происшествие в августе 1958 года. Вероятнее всего, самолёт над Чувашией попал в мощный восходящий поток и в положении кабрирования стал набирать высоту, произошёл «подхват» — самопроизвольное, неконтролируемое экипажем увеличение угла тангажа. В выводах комиссии, расследовавшей происшествие, сказано:

Причина катастрофы — потеря управляемости при попадании самолёта в зону возмущённой атмосферы во время разворота со снижением. Это подтверждается сообщениями экипажа в момент бедственного положения и имевшимися ранее аналогичными случаями бросков и потери управляемости самолётов Ту-104, происходивших на высоте от 8000 м и выше. Мощным восходящим турбулентным потоком самолёт был подхвачен до высоты около 12 000 м, вышел на критические углы атаки и перешёл в неуправляемое снижение.
Причиной катастрофы были признаны недостатки в конструкции самолёта.
Переданная экипажем информация (бортовых параметрических регистраторов в те годы ещё не было), а также накопившиеся сведения о других подобных происшествиях позволили внести изменения как в Руководство по лётной эксплуатации (изменение допустимой центровки, уменьшение максимального эшелона полёта до 9000 м), так и в конструкцию самолёта — в частности, был уменьшен угол установки стабилизатора и расширен диапазон углов отклонения руля высоты. Склонность самолёта к «подхватам» значительно уменьшилась, и хотя в дальнейшем без катастроф не обошлось (таких самолётов было построено и летало около 200), но их причины были уже иными.

## В искусстве
- 1964 — «104 страницы про любовь» — пьеса Э. Радзинского[7].
- 1968 — «Ещё раз про любовь» — советский художественный фильм по пьесе «104 страницы про любовь».